# یورما کینونن
یورما کینونن (فنلاندی: Jorma Kinnunen; ۱۵ دسامبر ۱۹۴۱ – ۲۵ ژوئیهٔ ۲۰۱۹) پرتاب‌گر نیزه اهل فنلاند بود.